# Хомутовские Выселки
Хомутовские Выселки — поселок в Орловском районе Орловской области.

## География
Находится в центральной части Орловской области на расстоянии приблизительно 26 км на юг-юго-запад по прямой от железнодорожного вокзала станции Орёл. Граничит с посёлком Новотроицкий. Рядом протекает река Кнубрь.

## История
В 1866 году здесь было учтено 20 дворов. На карте 1941 года отмечен был как поселок с 35 дворами. До 2021 года входил в Голохвастовское сельское поселение Орловского района.

## Население
Численность населения: 109 человек (1866), 2 человека (русские 100 %) в 2002 году, 5 в 2010.